# Nicole Jung
Đây là một tên người Triều Tiên, họ là Jung.
Nicole Yongju Jung (Tên tiếng Hàn: Jung Yong-joo, Hangul: 정용주, Hanja: 鄭龍珠, Hán-Việt: Trịnh Dung Châu, sinh ngày 7 tháng 10 năm 1991), thường được biết đến với nghệ danh Nicole, là một nữ ca sĩ thần tượng và diễn viên người Mỹ gốc Hàn Quốc, thành viên của nhóm nhạc nữ Kara.
Trong năm 2014, Nicole rời DSP Media và chuyển đến B2M Entertainment để theo đuổi sự nghiệp solo của mình.  Album solo đầu tay của cô, First Romance được phát hành vào ngày 19 tháng 11 năm 2014. Her solo debut mini album, First Romance, was released on ngày 19 tháng 11 năm 2014.

## Tiểu sử
Nicole sinh ra và lớn lên tại Glendale, California, California, Hoa Kỳ với cha mẹ đều là người Hàn Quốc. Cô theo học trường tiểu học Mark Keppel và trường cơ sở Toll ở Glendale, California. Cô đã gửi một đoạn video hát lại bài hát của Ivy và The Black Eyed Peas cho DSP để thử giọng. Sau đó, cô cùng mẹ chuyển đến Hàn Quốc để tham gia vào nhóm nhạc Kara.

## Sự nghiệp

### Kara (2007-2014)
Bài chi tiết: Kara (ban nhạc)
Nhóm ra mắt chính thức ngày 29 tháng 3 năm 2007 với đội hình bốn thành viên. Năm 2008, Jiyoung và Hara gia nhập nhóm sau khi thành viên cũ Kim Sung Hee quyết định ra đi. Sau đó, nhóm quay trở lại với ca khúc Rock U, Pretty Girl, Honey và nhanh chóng gây được sự chú ý.
Đến cuối tháng 7 năm 2009, nhóm tiếp tục cho ra mắt album "Revolution" với hai ca khúc Wanna và Mister gây sốt ở Hàn Quốc, đưa Kara trở thành nhóm nhạc nổi tiếng hàng đầu và bước lên thời kỳ đỉnh cao.
Vào tháng 8 năm 2010, Kara chính thức tấn công thị trường Nhật Bản với ca khúc Mister và nhanh chóng đạt được thành công vang dội. Sau đó nhóm liên tục cho ra mắt Lupin, Jumping, Jet Coaster Love, Go Go Summer, Step, Pandora và đều đạt các thứ hạng cao, trở thành một trong những nghệ sĩ Hàn Quốc có số lượng fan đông đúc và được yêu thích nhất tại Nhật Bản.
Sau khi trở lại Hàn Quốc với ca khúc "Damaged Lady" vào năm 2013, Nicole tuyên bố rời nhóm và chính thức hết hạn hợp đồng với công ty DSP Media vào tháng 1 năm 2014. Sau đó cô đã trở về Mỹ để trau dồi kỹ năng vũ đạo và luyện thanh.

### Solo (2014- đến nay)
Tháng 10 năm 2014, Nicole quyết định ký hợp đồng với công ty quản lý B2M Entertainment và chính thức ra mắt với vai trò là ca sĩ solo. Mini album của cô phát hành vào ngày 19 tháng 11 năm 2014 với tên gọi First Romance và ca khúc chủ đề là MAMA.
Cô cũng song ca với Jung Il Woo ca khúc "Rain Tears Instead" trong phim The Night Watchman.
Fanclub của Nicole mang tên "Colling" do chính những người hâm mộ bầu chọn chính thức được thành lập vào ngày 11 tháng 11 năm 2014.

## Âm nhạc
| Năm  | Tên bài hát        | Album/Single                                                      | Ghi chú                    |
| ---- | ------------------ | ----------------------------------------------------------------- | -------------------------- |
| 2008 | String             | Single "Fahrenheit" của Sunha phát hành ngày 25 tháng 1           | Sunha ft. Nicole           |
| 2009 | Happy...And        | Single "Happy...And" của Kang Kyun Sung phát hành ngày 10 tháng 4 | Song ca với Kang Kyun Sung |
| 2010 | Gorae              | Single "Gorae" của Park Myung Soo phát hành ngày 20 tháng 7       | Song ca với Park Myung Soo |
| 2012 | Lost               | Mini-Album "KARA Collection" phát hành ngày 5 tháng 9             | Nicole ft. Jinwoon         |
| 2014 | Rain Tears Instead | Nhạc phim "The Night Watchman" phát hành ngày 21 tháng 10         | Song ca với Jung Il Woo    |
| 2014 | MAMA               | Mini-Album "First Romance" phát hành ngày 19 tháng 11             | Solo                       |

## Phim ảnh
| Năm  | Phim                  | Vai diễn | Ghi chú                     |
| ---- | --------------------- | -------- | --------------------------- |
| 2008 | That Person Is Coming |          | Khách mời                   |
| 2009 | Hero                  |          | Khách mời                   |
| 2011 | URAKARA               | Nicole   | Đóng vai chính mình         |
| 2011 | My Way                |          | Khách mời                   |
| 2013 | KARA The Animation    | Nicole   | Hoạt hình Lồng tiếng        |
| 2014 | KARA Secret Love      | Mary     | Tập: "Seven Days of Summer" |

## Chương trình
| Năm       | Chương trình           | Ghi chú |
| --------- | ---------------------- | ------- |
| 2008-2009 | Star Golden Bell       |         |
| 2009      | Nicole Goes to College |         |
| 2010-2011 | Heroes                 |         |

## Khác
| Năm  | Nội dung                     | Ghi chú   |
| ---- | ---------------------------- | --------- |
| 2012 | MV "Hot Game" của nhóm A-Jax | Khách mời |